# Абрами, Лахсен
Лахсен Абрами (араб. لحسن أبرامي‎; род. 31 декабря 1969, Касабланка) — марокканский футболист, выступавший на позиции защитника за сборную Марокко.

## Клубная карьера
Лахсен Абрами начинал свою карьеру футболиста и провёл большую её часть в марокканском клубе «Видад Касабланка» из своего родного города. В его составе он трижды становился чемпионом Марокко и трижды выигрывал Кубок Марокко. Летом 1998 года Абрами перешёл в турецкий «Генчлербирлиги», за который он отыграл два сезона, после чего вернулся в «Видад». Сезон 2003/04 защитник провёл за катарскую «Аль-Вакру». В 2005 году Абрами стал футболистом марокканской команды «Иттихад Танжер», где и завершил свою игровую карьеру.

## Карьера в сборной
Лахсен Абрами был включён в состав сборной Марокко на Кубок африканских наций 1992 года в Сенегале, но на поле в рамках турнира так и не вышел. Он сыграл за Марокко в трёх матчах футбольного турнира летних Олимпийских играх 1992 в Испании: группового этапа с Южной Кореей, Швецией и Парагваем.
На Кубке африканских наций 1998 года в Буркина-Фасо Абрами провёл за Марокко три матча: группового этапа с Мозамбиком и Египтом, а также четвертьфинала с ЮАР. Защитник был включён в состав сборной Марокко на чемпионат мира по футболу 1998 года во Франции, где сыграл в двух играх своей команды на турнире: с Бразилией и Шотландией.
На Кубке африканских наций 2000 года в Гане и Нигерии Абрами провёл один матч: с Нигерией.

## Достижения
«Видад Касабланка»
- Чемпион Марокко (3): 1989/90, 1990/91, 1992/93
- Обладатель Кубка Марокко (3): 1996/97, 1997/98, 2000/01